# Championnat de Russie de football 2013-2014
Navigation
Édition précédente Édition suivante
La saison 2013-2014 de Premier-Liga est la vingt-deuxième édition de la première division russe. C'est la troisième édition à suivre un calendrier « automne-printemps » à cheval sur deux années civiles.
Les seize meilleurs clubs du pays sont regroupés au sein d'une poule unique où ils s'affrontent à deux reprises, à domicile et à l'extérieur. En fin de saison, les deux derniers du classement sont relégués en deuxième division tandis que les 13e et 14e doivent disputer un barrage de promotion-relégation.
C'est le tenant du titre, le CSKA Moscou, qui remporte à nouveau la compétition cette saison après avoir terminé en tête du classement final, avec un seul point d'avance sur le Zénith Saint-Pétersbourg et cinq sur le Lokomotiv Moscou. C'est le cinquième titre de champion de Russie de l'histoire du club.

## Clubs participants
CSKA Moscou
Dynamo Moscou
Lokomotiv Moscou
Spartak Moscou
Un total de seize équipes participent au championnat, quatorze d'entre elles étant déjà présentes la saison précédente, auxquelles s'ajoutent deux promus de deuxième division que sont l'Oural Iekaterinbourg et le Tom Tomsk, qui remplacent l'Alania Vladikavkaz et le Mordovia Saransk, relégués la saison précédente.
Parmi ces clubs, les quatre équipes moscovites du CSKA, du Dynamo du Lokomotiv et du Spartak ainsi que le Krylia Sovetov Samara sont les seuls à n'avoir jamais été relégués. En dehors de ceux-là, le Zénith Saint-Pétersbourg évolue continuellement dans l'élite depuis 1996 tandis que le Rubin Kazan (2003), l'Amkar Perm (2004), l'Akhmat Grozny (2008) et le FK Rostov (2009) sont présents depuis les années 2000.
Légende des couleurs
- Phase de groupes de la Ligue des champions 2013-2014
- Troisième tour de qualification de la Ligue des champions 2013-2014
- Barrages de la Ligue Europa 2013-2014
- Troisième tour de qualification de la Ligue Europa 2013-2014
- Deuxième tour de qualification de la Ligue Europa 2013-2014
- Promu de deuxième division 2012-2013

| Club                     | Présent depuis | Classement 2012-2013 | Entraîneur                          | Stade           | Capacité théorique |
| ------------------------ | -------------- | -------------------- | ----------------------------------- | --------------- | ------------------ |
| CSKA Moscou              | 1992           | 1                    | Leonid Sloutski                     | Arena Khimki    | 18 636             |
| Zénith Saint-Pétersbourg | 1996           | 2                    | André Villas-Boas                   | Stade Petrovski | 21 405             |
| Anji Makhatchkala        | 2010           | 3                    | Gadji Gadjiev                       | Anji Arena      | 26 500             |
| Kouban Krasnodar         | 2011           | 4                    | Viktor Goncharenko                  | Stade Kouban    | 31 654             |
| Spartak Moscou           | 1992           | 5                    | Dmitri Gounko (en)                  | Otkrytie Arena  | 45 360             |
| Rubin Kazan              | 2003           | 6                    | Vladimir Maminov                    | Kazan-Arena     | 45 379             |
| Dynamo Moscou            | 1992           | 7                    | Stanislav Tchertchessov             | Arena Khimki    | 18 636             |
| Terek Grozny             | 2008           | 8                    | Rashid Rahimov                      | Akhmad Arena    | 30 597             |
| Lokomotiv Moscou         | 1992           | 9                    | Leonid Kuchuk                       | Stade Lokomotiv | 28 800             |
| FK Krasnodar             | 2011           | 10                   | Oleg Kononov                        | Stade Kouban    | 31 654             |
| Amkar Perm               | 2004           | 11                   | Konstantin Paramonov (intérim)      | Stade Zvezda    | 17 000             |
| Volga Nijni Novgorod     | 2011           | 12                   | Andreï Talalaïev                    | Stade Lokomotiv | 17 856             |
| FK Rostov                | 2009           | 13                   | Miodrag Božović                     | Olimp-2         | 15 843             |
| Krylia Sovetov Samara    | 1992           | 14                   | Vladimir Koukhlevski (en) (intérim) | Stade Metalurg  | 15 843             |
| Oural Iekaterinbourg     | 2013           | 1 (D2)               | Aleksandr Tarkhanov                 | Stade central   | 27 000             |
| Tom Tomsk                | 2013           | 2 (D2)               | Vassili Baskakov                    | Stade Troud     | 10 028             |

1. 1 2 3 4 5  N'est ici comptée que la période depuis la fondation du championnat russe en 1992, indépendamment de l'éventuelle présence dans l'ancien championnat soviétique dont il est le successeur.

### Changements d'entraîneur
| Club                     | Entraîneur partant           | Motif du départ                 | Date de départ    | Position   | Entraîneur arrivant                 | Date d'arrivée    |
| ------------------------ | ---------------------------- | ------------------------------- | ----------------- | ---------- | ----------------------------------- | ----------------- |
| Terek Grozny             | Stanislav Tchertchessov      | Fin de contrat                  | 26 mai 2013       | Pré-saison | Iouri Krasnojan                     | 26 mai 2013       |
| Tom Tomsk                | Sergueï Perednia             | Fin de contrat                  | 1er juin 2013     | Pré-saison | Anatoli Davydov                     | 25 juin 2013      |
| Kouban Krasnodar         | Leonid Kuchuk                | Fin de contrat                  | 10 juin 2013      | Pré-saison | Igor Osinkine (en) (intérim)        | 10 juin 2013      |
| Amkar Perm               | Roustem Khouzine             | Fin de contrat                  | 17 juin 2013      | Pré-saison | Stanislav Tchertchessov             | 20 juin 2013      |
| Lokomotiv Moscou         | Slaven Bilić                 | Consentement mutuel             | 17 juin 2013      | Pré-saison | Leonid Kuchuk                       | 18 juin 2013      |
| Anji Makhatchkala        | Guus Hiddink                 | Démission                       | 22 juillet 2013   | 12e        | René Meulensteen                    | 22 juillet 2013   |
| Kouban Krasnodar         | Igor Osinkine (en) (intérim) | Fin de l'intérim                | 31 juillet 2013   | 5e         | Dorinel Munteanu                    | 31 juillet 2013   |
| Oural Iekaterinbourg     | Pavel Goussev (en)           | Démission                       | 1er août 2013     | 15e        | Oleg Vassilenko                     | 1er août 2013     |
| Anji Makhatchkala        | René Meulensteen             | Renvoi                          | 8 août 2013       | 13e        | Gadji Gadjiev                       | 8 août 2013       |
| Krylia Sovetov Samara    | Gadji Gadjiev                | Départ pour l'Anji Makhatchkala | 8 août 2013       | 14e        | Aleksandr Tsygankov (en)            | 8 août 2013       |
| FK Krasnodar             | Slavoljub Muslin             | Consentement mutuel             | 9 août 2013       | 11e        | Oleg Kononov                        | 11 août 2013      |
| Tom Tomsk                | Anatoli Davydov              | Renvoi                          | 15 septembre 2013 | 16e        | Vassili Baskakov                    | 15 septembre 2013 |
| Kouban Krasnodar         | Dorinel Munteanu             | Renvoi                          | 12 octobre 2013   | 10e        | Viktor Goncharenko                  | 12 octobre 2013   |
| Terek Grozny             | Iouri Krasnojan              | Démission                       | 28 octobre 2013   | 14e        | Rashid Rahimov                      | 7 novembre 2013   |
| Oural Iekaterinbourg     | Oleg Vassilenko              | Consentement mutuel             | 27 novembre 2013  | 14e        | Aleksandr Tarkhanov                 | 27 novembre 2013  |
| Rubin Kazan              | Kurban Berdyev               | Renvoi                          | 20 décembre 2013  | 11e        | Vladimir Maminov                    | 10 janvier 2014   |
| Zénith Saint-Pétersbourg | Luciano Spalletti            | Renvoi                          | 11 mars 2014      | 2e         | André Villas-Boas                   | 20 mars 2014      |
| Spartak Moscou           | Valeri Karpine               | Consentement mutuel             | 18 mars 2014      | 3e         | Dmitri Gounko (en)                  | 18 mars 2014      |
| Volga Nijni Novgorod     | Yuriy Kalitvintsev (en)      | Démission                       | 28 mars 2014      | 14e        | Andreï Talalaïev                    | 29 mars 2014      |
| Dynamo Moscou            | Dan Petrescu                 | Consentement mutuel             | 8 avril 2014      | 4e         | Stanislav Tchertchessov             | 10 avril 2014     |
| Dynamo Moscou            | Stanislav Tchertchessov      | Consentement mutuel             | 8 avril 2014      | 7e         | Konstantin Paramonov (intérim)      | 8 avril 2014      |
| Krylia Sovetov Samara    | Aleksandr Tsygankov (en)     | Démission                       | 5 mai 2014        | 14e        | Vladimir Koukhlevski (en) (intérim) | 5 mai 2014        |

## Compétition

### Classement
Le classement est établi sur le barème classique de points (victoire à 3 points, match nul à 1, défaite à 0).
Pour départager les équipes à égalité de points, on utilise les critères suivants :
1. Le nombre de matchs gagnés
2. Les confrontations directes (points, matchs gagnés, différence de buts, buts marqués, buts marqués à l'extérieur)
3. Différence de buts générale
4. Buts marqués (général)
5. Buts marqués à l'extérieur (général)
6. Position dans le championnat précédent ou match d'appui

| Rang | Équipe                    | Pts | J  | G  | N  | P  | Bp | Bc | Diff |
| ---- | ------------------------- | --- | -- | -- | -- | -- | -- | -- | ---- |
| 1    | CSKA MoscouT              | 64  | 30 | 20 | 4  | 6  | 49 | 26 | +23  |
| 2    | Zénith Saint-Pétersbourg  | 63  | 30 | 19 | 6  | 5  | 63 | 32 | +31  |
| 3    | Lokomotiv Moscou          | 59  | 30 | 17 | 8  | 5  | 51 | 23 | +28  |
| 4    | Dynamo Moscou             | 52  | 30 | 15 | 7  | 8  | 54 | 37 | +17  |
| 5    | FK Krasnodar              | 50  | 30 | 15 | 5  | 10 | 46 | 39 | +7   |
| 6    | Spartak Moscou            | 50  | 30 | 15 | 5  | 10 | 46 | 36 | +10  |
| 7    | FK Rostov C               | 39  | 30 | 10 | 9  | 11 | 40 | 40 | 0    |
| 8    | Kouban Krasnodar          | 38  | 30 | 10 | 8  | 12 | 40 | 42 | -2   |
| 9    | Rubin Kazan               | 38  | 30 | 9  | 11 | 10 | 36 | 30 | +6   |
| 10   | Amkar Perm                | 38  | 30 | 9  | 11 | 10 | 36 | 37 | -1   |
| 11   | FK Oural Iekaterinbourg P | 34  | 30 | 9  | 7  | 14 | 28 | 46 | -18  |
| 12   | Terek Grozny              | 33  | 30 | 8  | 9  | 13 | 27 | 33 | -6   |
| 13   | Tom Tomsk P               | 31  | 30 | 8  | 7  | 15 | 23 | 39 | -16  |
| 14   | Krylia Sovetov Samara     | 29  | 30 | 6  | 11 | 13 | 27 | 46 | -19  |
| 15   | Volga Nijni Novgorod      | 21  | 30 | 6  | 3  | 21 | 22 | 65 | -43  |
| 16   | Anzhi Makhatchkala        | 20  | 30 | 3  | 11 | 16 | 25 | 42 | -17  |

|  | Qualification pour la Ligue des champions de l'UEFA 2014-2015           |
|  | Qualification pour la Ligue Europa 2014-2015                            |
|  | Participation au barrage de promotion-relégation                        |
|  | Relégation en deuxième division                                         |
|  | T : Tenant du titre C : Vainqueur de la Coupe de Russie P : Promu de D2 |

### Résultats
| Résultats (▼dom., ►ext.) | AMK | ANZ | CSK | DYN | KRA | KRY | KUB | LOK | ROS | RUB | SPA | TER | TOM | URL | VNN | ZEN |
| Amkar Perm               |     | 1-0 | 1-3 | 2-1 | 2-2 | 0-0 | 3-1 | 0-0 | 1-0 | 0-0 | 2-1 | 0-1 | 2-0 | 0-2 | 5-1 | 1-2 |
| Anzhi Makhachkala        | 2-2 |     | 0-3 | 4-0 | 1-2 | 0-1 | 0-0 | 2-2 | 0-1 | 1-0 | 0-1 | 3-0 | 0-2 | 0-1 | 0-0 | 1-2 |
| CSKA Moscou              | 2-1 | 0-0 |     | 0-2 | 5-1 | 2-1 | 1-0 | 1-0 | 1-0 | 2-1 | 1-0 | 4-1 | 2-0 | 1-0 | 3-0 | 1-0 |
| Dynamo Moscou            | 2-0 | 2-1 | 4-2 |     | 1-2 | 2-0 | 3-1 | 1-3 | 1-1 | 0-0 | 1-4 | 1-0 | 1-0 | 3-0 | 2-2 | 1-1 |
| FK Krasnodar             | 2-1 | 1-0 | 1-0 | 1-1 |     | 1-1 | 1-2 | 1-3 | 0-2 | 1-0 | 4-0 | 3-2 | 4-0 | 0-1 | 3-0 | 1-2 |
| Krylia Sovetov Samara    | 2-2 | 1-1 | 1-3 | 1-2 | 1-0 |     | 0-0 | 2-2 | 0-2 | 0-4 | 1-2 | 1-1 | 1-0 | 1-1 | 2-2 | 1-4 |
| Kuban Krasnodar          | 0-3 | 2-0 | 0-4 | 1-1 | 1-3 | 4-0 |     | 1-3 | 2-2 | 1-1 | 2-2 | 3-1 | 2-0 | 3-2 | 4-0 | 1-4 |
| Lokomotiv Moscou         | 4-0 | 0-0 | 1-2 | 1-0 | 3-1 | 2-1 | 1-0 |     | 5-0 | 0-0 | 0-0 | 2-1 | 0-0 | 3-0 | 3-0 | 1-1 |
| FK Rostov                | 3-3 | 1-1 | 0-0 | 2-3 | 2-2 | 1-2 | 0-0 | 2-0 |     | 0-0 | 0-1 | 2-1 | 3-0 | 1-1 | 4-0 | 0-4 |
| Rubin Kazan              | 3-0 | 5-1 | 0-0 | 2-2 | 0-1 | 1-1 | 0-2 | 1-2 | 1-2 |     | 2-1 | 1-1 | 1-2 | 1-0 | 3-1 | 2-1 |
| Spartak Moscou           | 1-0 | 2-2 | 3-0 | 3-2 | 3-2 | 1-0 | 0-2 | 1-3 | 2-0 | 0-0 |     | 0-0 | 2-1 | 0-1 | 6-1 | 4-2 |
| Terek Grozny             | 1-1 | 1-1 | 2-0 | 1-0 | 0-1 | 0-1 | 2-1 | 0-1 | 3-0 | 0-0 | 1-0 |     | 2-0 | 1-1 | 2-0 | 1-1 |
| Tom Tomsk                | 0-0 | 2-2 | 1-2 | 1-3 | 1-1 | 2-0 | 1-2 | 2-0 | 3-2 | 0-1 | 2-1 | 0-0 |     | 1-2 | 1-0 | 0-3 |
| Ural Sverdlovsk Oblast   | 0-0 | 2-1 | 2-2 | 1-4 | 0-2 | 1-1 | 2-1 | 0-3 | 1-4 | 0-3 | 0-2 | 2-1 | 0-0 |     | 1-2 | 1-2 |
| Volga Nijni Novgorod     | 0-2 | 2-1 | 1-2 | 0-5 | 0-1 | 1-2 | 1-0 | 1-2 | 2-1 | 2-1 | 0-1 | 1-0 | 0-1 | 1-2 |     | 1-3 |
| Zenit Saint-Petersbourg  | 1-1 | 3-0 | 2-0 | 0-3 | 4-1 | 2-1 | 1-1 | 2-1 | 0-2 | 6-2 | 4-2 | 2-0 | 0-0 | 2-1 | 2-0 |     |

### Barrage de relégation
Le FK Torpedo Moscou et le FK Oufa sont promus en première division et prennent la place de Tom Tomsk et de Krylia Sovetov Samara.
| Équipe 1            | Résultat | Équipe 2                   | Aller | Retour |
| ------------------- | -------- | -------------------------- | ----- | ------ |
| FK Oufa (D2)        | 6 - 4    | (D1) Tom Tomsk             | 5 - 1 | 1 - 3  |
| Torpedo Moscou (D2) | 2 - 0    | (D1) Krylia Sovetov Samara | 2 - 0 | 0 - 0  |

| 18 mai 2014 | FK Oufa (D2)                                               | 5 - 1 | (D1) Tom Tomsk | Stade Dinamo, Oufa                               |                                                  |
|             | Goloubov (en) 4e (pen.) 10e 24e 61e · William Oliveira 83e |       | 56e Pantchenko | Spectateurs : 4 500 Arbitrage : Sergueï Karassev | Spectateurs : 4 500 Arbitrage : Sergueï Karassev |
|             | Rapport                                                    |       |                | Spectateurs : 4 500 Arbitrage : Sergueï Karassev | Spectateurs : 4 500 Arbitrage : Sergueï Karassev |

| 22 mai 2014 | Tom Tomsk (D1)                                           | 3 - 1 | (D2) FK Oufa      | Stade Troud, Tomsk                                   |                                                      |
|             | Bachkirov (en) 4e · Golychev (en) 23e · Portniaguine 72e |       | 30e Goloubov (en) | Spectateurs : 7 500 Arbitrage : Vladislav Bezborodov | Spectateurs : 7 500 Arbitrage : Vladislav Bezborodov |
|             | Rapport                                                  |       |                   | Spectateurs : 7 500 Arbitrage : Vladislav Bezborodov | Spectateurs : 7 500 Arbitrage : Vladislav Bezborodov |

| 18 mai 2014 | Torpedo Moscou (D2)                   | 2 - 0 | (D1) Krylia Sovetov Samara | Stade Saturn, Ramenskoïe                       |                                                |
|             | Salouguine (en) 40e · Vlasov (en) 67e |       |                            | Spectateurs : 6 500 Arbitrage : Sergueï Ivanov | Spectateurs : 6 500 Arbitrage : Sergueï Ivanov |
|             | Rapport                               |       |                            | Spectateurs : 6 500 Arbitrage : Sergueï Ivanov | Spectateurs : 6 500 Arbitrage : Sergueï Ivanov |

| 22 mai 2014 | Krylia Sovetov Samara (D1) | 0 - 0 | (D2) Torpedo Moscou | Stade Metallourg, Samara                        |
|             |                            |       |                     | Spectateurs : 20 000 Arbitrage : Mikhaïl Vilkov |
|             | Rapport                    |       |                     |                                                 |

## Statistiques
| Rang | Joueur            | Club                     | Buts (pén) |
| ---- | ----------------- | ------------------------ | ---------- |
| 1    | Seydou Doumbia    | CSKA Moscou              | 18 (4)     |
| 2    | Artyom Dziouba    | FK Rostov                | 17 (5)     |
| 2    | Hulk              | Zénith Saint-Pétersbourg | 17 (3)     |
| 4    | Yura Movsisyan    | Spartak Moscou           | 16 (2)     |
| 5    | Danny             | Zénith Saint-Pétersbourg | 13 (0)     |
| 5    | Dame N'Doye       | Lokomotiv Moscou         | 13 (0)     |
| 5    | Salomón Rondón    | Zénith Saint-Pétersbourg | 13 (0)     |
| 8    | Georgi Peev       | Amkar Perm               | 12 (8)     |
| 9    | Zoran Tošić       | CSKA Moscou              | 11 (0)     |
| 10   | Aleksandr Kokorin | Dinamo Moscou            | 10 (0)     |

| Rang | Joueur            | Club                     | Passes |
| ---- | ----------------- | ------------------------ | ------ |
| 1    | Danny             | Zénith Saint-Pétersbourg | 11     |
| 2    | Ivelin Popov      | Kouban Krasnodar         | 10     |
| 3    | Aleksandr Samedov | Lokomotiv Moscou         | 9      |
| 4    | Jano Ananidze     | FK Rostov                | 8      |
| 4    | Seydou Doumbia    | CSKA Moscou              | 8      |
| 4    | Joãozinho         | FK Krasnodar             | 8      |
| 4    | Andreï Kariaka    | Volga Nijni Novgorod     | 8      |
| 8    | Wánderson         | FK Krasnodar             | 7      |

## Les 33 meilleurs joueurs de la saison
À l'issue de la saison, la fédération russe de football désigne les 33 meilleurs joueurs du championnat (ru).
Gardien
1. Igor Akinfeïev (CSKA Moscou)
2. Iouri Lodyguine (Zénith Saint-Pétersbourg)
3. Aleksandr Belenov (en) (Kouban Krasnodar)

Arrière droit
1. Mário Fernandes (CSKA Moscou)
2. Roman Chichkine (Lokomotiv Moscou)
3. Alekseï Kozlov (Kouban Krasnodar/Dynamo Moscou)

Défenseur central droit
1. Vassili Bérézoutski (CSKA Moscou)
2. Vedran Ćorluka (Lokomotiv Moscou)
3. Vitali Diakov (FK Rostov)

Défenseur central gauche
1. Sergueï Ignachevitch (CSKA Moscou)
2. Ján Ďurica (Lokomotiv Moscou)
3. Vladimir Granat (Dynamo Moscou)

Arrière gauche
1. Vitaliy Denisov (Lokomotiv Moscou)
2. Dmitri Kombarov (Spartak Moscou)
3. Georgi Schennikov (CSKA Moscou)

Milieu défensif
1. Rasmus Elm (CSKA Moscou)
2. Charles Kaboré (Kouban Krasnodar)
3. Denis Glouchakov (Spartak Moscou)

Milieu droit
1. Hulk (Zénith Saint-Pétersbourg)
2. Aleksandr Samedov (Lokomotiv Moscou)
3. Zoran Tošić (CSKA Moscou)

Milieu central
1. Roman Chirokov (Zénith Saint-Pétersbourg/FK Krasnodar)
2. Ivelin Popov (Kouban Krasnodar)
3. Alan Dzagoïev (CSKA Moscou)

Milieu gauche
1. Danny (Zénith Saint-Pétersbourg)
2. Joãozinho (FK Krasnodar)
3. Iouri Jirkov (Dynamo Moscou)

Attaquant droit
1. Seydou Doumbia (Zénith Saint-Pétersbourg)
2. Artyom Dziouba (FK Rostov)
3. Yura Movsisyan (Spartak Moscou)

Attaquant gauche
1. Aleksandr Kokorin (Dynamo Moscou)
2. Dame N'Doye (Lokomotiv Moscou)
3. Wánderson (FK Krasnodar)

## Bilan de la saison
| Championnat de Russie de football 2013-2014                        |                          |
| Champion                                                           | CSKA Moscou (5e titre)   |
| Coupes et trophées                                                 |                          |
| Vainqueur de la Coupe de Russie 2013-2014                          | FK Rostov                |
| Qualifications continentales                                       |                          |
| Ligue des champions de l'UEFA 2014-2015                            | CSKA Moscou              |
| Ligue des champions de l'UEFA 2014-2015                            | Zénith Saint-Pétersbourg |
| Ligue Europa 2014-2015                                             | Lokomotiv Moscou         |
| Ligue Europa 2014-2015                                             | Dynamo Moscou            |
| Ligue Europa 2014-2015                                             | FK Rostov                |
| Ligue Europa 2014-2015                                             | FK Krasnodar             |
| Promotions et relégations                                          |                          |
| Promus en Championnat de Russie de football                        | FK Mordovia Saransk      |
| Promus en Championnat de Russie de football                        | Arsenal Toula            |
| Promus en Championnat de Russie de football                        | FK Torpedo Moscou        |
| Promus en Championnat de Russie de football                        | FK Oufa                  |
| Relégués en Championnat de Russie de football de deuxième division | Volga Nijni Novgorod     |
| Relégués en Championnat de Russie de football de deuxième division | Anzhi Makhatchkala       |
| Relégués en Championnat de Russie de football de deuxième division | Tom Tomsk                |
| Relégués en Championnat de Russie de football de deuxième division | Krylia Sovetov Samara    |